# پیتر هینوود
پیتر هینوود (انگلیسی: Peter Hinwood؛ زادهٔ ۱۷ مهٔ ۱۹۴۶) هنرپیشه اهل انگلستان است.
از فیلم‌ها یا برنامه‌های تلویزیونی که وی در آن نقش داشته‌است می‌توان به فیلم راکی هارور اشاره کرد.